# Fòrum de Constantí

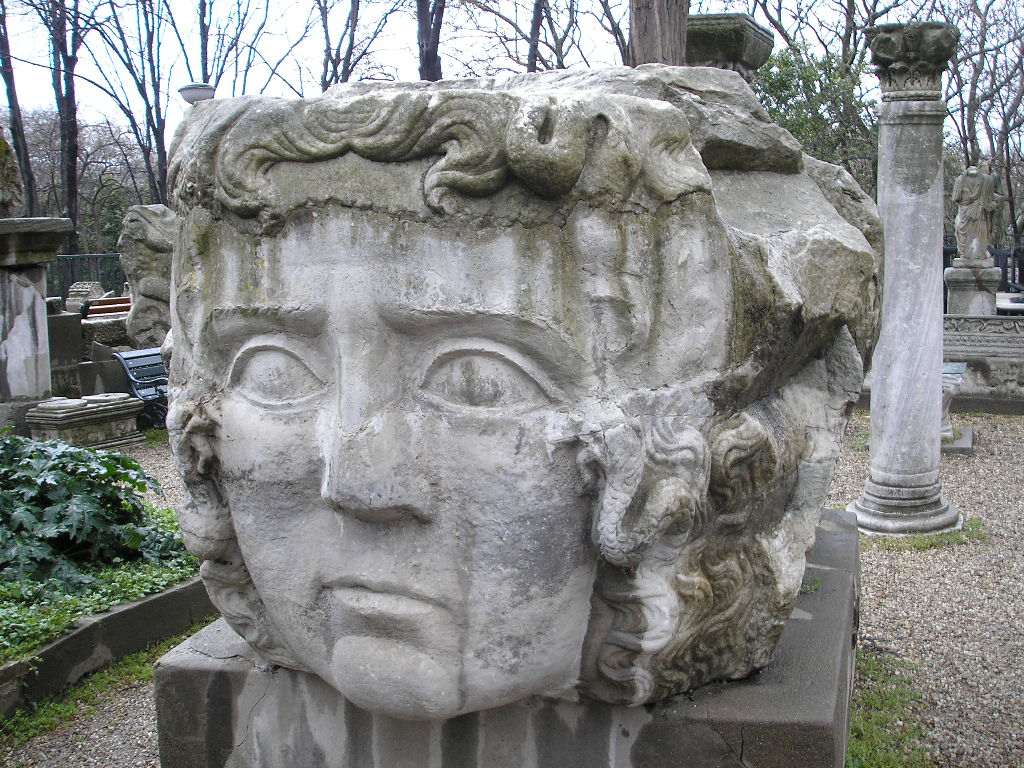
Clau de volta segurament provinent del fòrum conservada al Museu Arqueològic d'Istanbul

El fòrum de Constantí (grec: Φόρος Κωνσταντίνου, Foros Konstandinu; llatí: Forum Constantini) fou construït en el moment de la fundació de Constantinoble just a fora de les antigues muralles de Bizanci. Marcava el centre de la ciutat i era un nexe de la Mese, la principal via cerimonial que travessava la ciutat. Era circular i tenia dues portes monumentals a l'est i oest. La columna de Constantí, que encara es manté al seu lloc i avui en dia es coneix en turc com a Çemberlitaş, fou erigida al centre de la plaça.
Originàriament, al damunt de la columna hi havia una estàtua de Constantí I el Gran (r. 306-337) com a Apol·lo. Tanmateix, el 1150, un fort temporal feu caure l'estàtua i els tres segments més alts de la columna, que l'emperador Manuel I Comnè (r. 1143-1180) substituí per una creu. A banda d'això, el fòrum restà gairebé intacte fins a la Quarta Croada el 1203-1204. El primer senat de la ciutat tenia la seu a la seva part septentrional. Les fonts revelen que la plaça estava decorada amb un conjunt d'estàtues antigues, però no se'n coneix ni l'aspecte ni la ubicació.

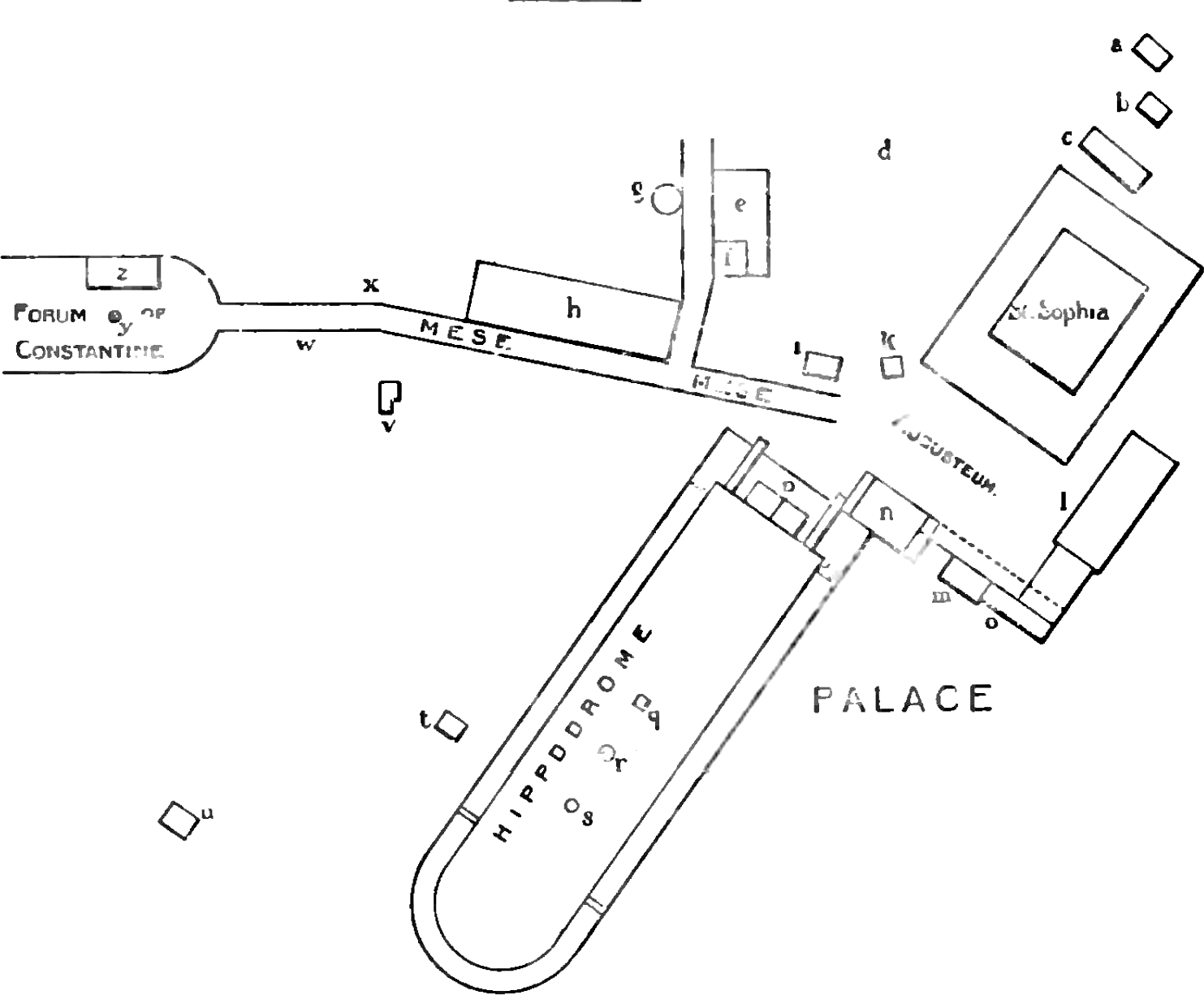
Mapa del fòrum de Constantí i els seus voltants

El fòrum quedà molt malmès per un incendi provocat pels soldats de la Quarta Croada el 1203. Els croats fongueren les estàtues antigues que decoraven el fòrum després del saqueig del 1204.